# 简·雅各布斯
（娘家姓 Butzner，1916年5月4日—2006年4月25日）OC是一位美國籍加拿大記者、作家、理論家和活動家。她對城市研究、社會學和經濟學產生了影響。她的著作《偉大城市的誕生與衰亡》（1961年）認為“城市更新”和“貧民窟清理”沒有尊重城市居民的需求。
她組織了基層努力，以保護社區免受“城市更新”和“貧民窟清理”的影響，特別是羅伯·摩斯 (Robert Moses) 計劃徹底改造格林威治村社區。她在最終取消曼哈頓下城高速公路（建設）方面發揮了重要作用，該高速公路將直接穿過後來被稱為 SoHo 的曼哈頓地區，以及小意大利和唐人街的一部分。 她於 1968 年因在該項目的公開聽證會上「煽動」群眾而被捕。 1968 年搬到多倫多後，她加入了反對士巴丹拿高速公路和多倫多正在規劃和建設中的相關高速公路網絡。
當時，作為一名批評男性主導的城市規劃領域專家的女性和作家 ，她首先被描述為家庭主婦（很可能是因為她沒有大學學位，或受過任何城市規劃方面的正規培訓）；她的「資歷」缺乏被視為批評的理由 ，然而，她的概念的影響最終得到了理查·佛羅里達和小勞勃·盧卡斯等備受尊敬的專業人士的認可。

## 生平
1916年出生於美國賓夕法尼亞州的斯蘭克頓市。父親John Decker Butzner是醫生，母親Bess Robison Butzner則是退休教師、護士。是為處於具有濃厚羅馬天主教文化城市的新教徒家庭。其兄 John Decker Butzner, Jr. 是美國聯邦第四巡迴上訴法院之法官。自斯蘭克頓高中（Scranton High School）畢業之後，雅各布斯曾在The Scranton Times-Tribune報社擔任婦女版編輯的無給薪助理數年。
在1935年，大蕭條期間，她和她的姊妹貝蒂搬了去紐約。簡·布茨納一見到還未被“1811年委員會計畫”的城市規劃所破壞的格林尼治村，她和貝蒂就立即從布鲁克林（美国纽约市西南部的一区）搬家過去了。
開始的幾年間，她接受過各色各樣的工作,大部分是速記員和寫作，文章的內容通常系和所在社區有關的。對與從這一段經歷的而積累下來的經驗，她在後來說道：“這令我對這個國家正在發生什麼改變，公司在其中扮演着什麼樣的角色，我們的工作所發揮的作用是什麼，開始有了清晰的概念。”
她第一份工作是在商業雜誌裏做秘書，兼職作家。常常撰文于Sunday Herald Tribune, Cue magazine, Vogue。
在哥倫比亞通識學院兩年，攻讀地理學、動物學、法律、政治學還有經濟學。對於可以自由地根據自己的廣泛興趣去學習，她曾經這麼說：
|  | 當我生平第一次得到好成績的时候，我生平第一次喜歡上了我的學校。這幾乎是我的禍根，因為當我取得一些榮譽的時候，我就變成了哥倫比亞大學巴纳德学院的寶貴精英，而當我變成巴納德學院的宝贵精英，我就不得不按照学院的要求去选择课程，而不是按照我的兴趣去学习。非常幸運的是，在高中期間我再沒有取得一些什麼成就了，這我就不再是寶貴精英了，我可以按照我的兴趣去学习了。 |

在哥倫比亞通識學院就讀兩年之後，她在Iron Age雜誌找到一份工作。一篇於1943年發表的文章，在當時正值經濟衰退的時期中廣為人知，並導致墨爾公司在斯克蘭頓開設軍用機工廠。受到成功的鼓勵，她開始向战时生产委员会提議在斯克蘭頓開展多一些這樣的工作。由於在 Iron Age 期間受到了不公平的對待，她亦向工會提倡同工同酬與勞工權益。
她作為一名專欄作家為戰時新聞局寫專欄稿的同時，也是美國雜誌《美利堅》的一名記者。

## 外部鏈結
- 凝視珍雅各 - 轉角國際udn Global - UDN.com （页面存档备份，存于）